# RTL 4
RTL 4 ist der erste Privatsender, der einen Sendeplatz im niederländischen Kabel erhielt. Er startete am 2. Oktober 1989 unter dem Namen RTL Véronique. RTL 4 ist Teil der RTL Nederland, zu der auch RTL 5, RTL 7 und RTL 8 gehören.
Als RTL Véronique startete, waren Privatsender in den Niederlanden noch verboten und der Sender sendete aus Luxemburg und war auch offiziell als luxemburgischer Sender gemeldet. RTL Véronique war eine Zusammenarbeit des Personals von Veronica (Lex Harding und Ruud Hendriks) und der CLT. Im Juni 1990 bekam der Sender den Namen RTL 4, da er das vierte Vollprogramm nach Nederland 1, Nederland 2 und Nederland 3 war. Der Namensänderung ging eine massive Werbekampagne voraus, in der die Niederländer aufgefordert wurden, RTL Veronique auf Programmplatz 4 zu speichern (Zet'm op 4!). Ab Ende 1989 wurde RTL 4 auch analog über den Satelliten Astra 19,2°E ausgestrahlt. Aus urheberrechtlichen Gründen mussten Sendungen wie Serien und Spielfilme verschlüsselt werden. Verwendet wurde dazu das leicht zu entschlüsselnde Luxcrypt. Mittlerweile sendet RTL 4 in den Niederlanden und Luxemburg über DVB-T2, Kabel und Satellit.

## Logos

12. August 2005 bis 25. August 2013
26. August 2013 bis 2016
2016 bis 30. April 2023
Logo seit 1. Mai 2023